# Lauri Porra
Lauri Porra (13 de diciembre de 1977) es un músico finlandés. 
Miembro de una familia que lleva varias generaciones dedicada a la música (Lauri forma parte de la cuarta generación), estudió piano, trompeta y canto clásico en el Conservatorio de Pop y Jazz en Helsinki, aunque se dedicó finalmente al bajo. Inició su carrera profesional en 1997 y hoy es reconocido como uno de los bajistas más talentosos de Europa[cita requerida]. En 2001 fue galardonado con el premio Nokia para el talento joven escolar. Lauri se unió a Stratovarius en noviembre del 2005; antes había publicado un disco como solista, en octubre del mismo año, en la discográfica Texicalli.
Además del grupo Stratovarius, ha tocado en otros, como Warmen, Sinergy, Ben Granfelt Band, Kotipelto, Crazy World, etc.

## Discografía
- Lauri Porra (2005)
- All Children Have Superpowers (2008)
- Flyover (2015)
- Entropia (2018)

## Stratovarius
- Revolution Renaissance (2007)
- Polaris (2009)
- Polaris Live (2010) CD live
- Elysium (2011)
- Under Flaming Winter Skies - Live in Tampere (2012) CD live
- Under Flaming Winter Skies (Live In Tampere - The Jörg Michael Farewell Tour) (2012) DVD
- Nemesis (2013)
- Nemesis Days (2014) CD y DVD
- Eternal (2015) CD y DVD
- Best Of (2016) Compilado y CD live
- Enigma: Intermission 2 (2018)
- Survive (2022) CD y CD live

## Tunnel Vision
- While the World Awaits (2000)
- Tomorrow (2002)

## Sinergy
- Beware the Heavens (1999)
- To Hell and Back  (2000)
- Suicide by My Side  (2002)

## Gashouse Garden
- Demo (2003)

## Kotipelto
- Serenity (2007)

## Warmen
- Unknown Soldier (2000)
- Beyond Abilities (2002)
- Accept the Fact (2005)

## Como invitado
- 7th Symphony (2010)

- Datos: Q524360
- Multimedia: Lauri Porra / Q524360